# Oxycnemis baboquavaria
Oxycnemis baboquavaria är en fjärilsart som beskrevs av Smith 1907. Oxycnemis baboquavaria ingår i släktet Oxycnemis och familjen nattflyn. Inga underarter finns listade i Catalogue of Life.